# 2000 JOE
『2000 JOE』（にせんジョー）は、大江千里の通算4枚目となるベスト・アルバムである。1999年12月1日にEPICソニーから発売された。品番はESCB-2057。

## 概要
本作は、大江曰く「自分の1000年代をくくるベスト」をコンセプトとし、大江のデビューから16年間に発表された楽曲から厳選された18曲を収録。
一部の収録曲にはリミックスが施されており、「GLORY DAYS」のように演奏が新たに録り直された楽曲が存在する。
収録曲は発売順に並んでいる。

## 収録曲
| 全作詞・作曲: 大江千里。 |                            |           |            |                   |      |
| #                        | タイトル                   | 作詞      | 作曲・編曲 | 編曲              | 時間 |
| 1.                       | 「天気図」('99MIX)         | 大江千里  | 大江千里   | 大村憲司 大江千里 | 4:25 |
| 2.                       | 「ふたつの宿題」           | 大江千里  | 大江千里   | 大村憲司          | 4:38 |
| 3.                       | 「プールサイド」           | 大江千里  | 大江千里   | 清水信之          | 5:01 |
| 4.                       | 「コスモポリタン」('99MIX) | 大江千里  | 大江千里   | 清水信之 大江千里 | 5:47 |
| 5.                       | 「マリアじゃない」         | 大江千里  | 大江千里   | 大村雅朗          | 5:02 |
| 6.                       | 「エールをおくろう」       | 大江千里  | 大江千里   | 大村雅朗          | 4:14 |
| 7.                       | 「GLORY DAYS」(NEW)        | 大江千里  | 大江千里   | 大江千里          | 4:09 |
| 8.                       | 「Rain」                   | 大江千里  | 大江千里   | 大村雅朗          | 4:37 |
| 9.                       | 「いつかきっと」(NEW)      | 大江千里  | 大江千里   | 清水信之          | 3:37 |
| 10.                      | 「星空に歩けば」           | 大江千里  | 大江千里   | 清水信之          | 3:58 |
| 11.                      | 「遠く離れても」           | 大江千里  | 大江千里   | 大村雅朗          | 4:44 |
| 12.                      | 「ありがとう」             | 大江千里  | 大江千里   | 大村雅朗          | 4:48 |
| 13.                      | 「ある雨の朝」('99MIX)     | 大江千里  | 大江千里   | 清水信之          | 4:03 |
| 14.                      | 「Echo」('99MIX)           | 大江千里  | 大江千里   | 清水信之          | 4:07 |
| 15.                      | 「Dubidubiduo」('99MIX)    | 大江千里  | 大江千里   | 大江千里          | 3:50 |
| 16.                      | 「秋唄」                   | 大江千里  | 大江千里   | 大江千里          | 4:49 |
| 17.                      | 「野球の夏」               | 大江千里  | 大江千里   | 大江千里          | 5:21 |
| 18.                      | 「Solitude」(Instrumental) | 大江千里  | 大江千里   |                   | 0:32 |
| 合計時間:                | 合計時間:                  | 合計時間: | 77:42      |                   |      |

## 曲の解説
1. 天気図 ['99MIX]
デビュー・シングル『ワラビーぬぎすてて』のカップリング曲。ホルンとワウギター、コーラスが追加された[5]。
2. ふたつの宿題
3rdシングル。
3. プールサイド
3rdアルバム『未成年』収録曲。
4. コスモポリタン ['99MIX]
4thアルバム『乳房』収録曲及び9thシングル。新たにドラムを作り直しながら、4種類のループが入れ替えられた[5]。
5. マリアじゃない
5thアルバム『AVEC』収録曲。
6. エールをおくろう
6thアルバム『OLYMPIC』収録曲。
7. GLORY DAYS [NEW]
14thシングル。オリジナルのボーカルはそのままに、演奏のみが新たにレコーディングされた[5]。
8. Rain
7thアルバム『1234』収録曲。
9. いつかきっと [NEW]
8thアルバム『redmonkey yellowfish』収録曲。お蔵入りとなっていたストリングスバージョンが採用され、ボーカルが新たにレコーディングされた[5]。
10. 星空に歩けば
9thアルバム『APOLLO』収録曲及び22ndシングル『あいたい』カップリング曲。
11. 遠く離れても
10thアルバム『HOMME』収録曲。
12. ありがとう
25thシングル。大江が出演したTBS系金曜ドラマ『十年愛』主題歌。
13. ある雨の朝 ['99MIX]
12thアルバム『Giant Steps』収録曲。コーラスやセリフが追加された[5]。
14. Echo ['99MIX]
13thアルバム『SENRI HAPPY』収録曲。原曲に比べてハードなミックスとなっている[5]。
15. Dubidubiduo ['99MIX]
14thアルバム『ROOM 802』収録曲。オリジナルの音源にストリングスが加えられた[5]。
16. 秋唄
37thシングル『New Republic!/秋唄』の2曲目。NHK『みんなのうた』放送曲。冒頭に大江が自宅で録音した蝉の鳴き声が追加された[5]。
17. 野球の夏
38thシングル。アルバム初収録。日本テレビ『スポーツMAX』テーマ曲。
18. Solitude [Instrumental]
翌年に発売された15thアルバム『Solitude』の表題曲。サビのメロディをピアノで演奏したインストゥルメンタル[5]。

## 参加ミュージシャン
- 大江千里：ボーカル、ピアノ、キーボード、コーラス
- 大村憲司：ギター
- 佐橋佳幸：ギター、コーラス
- 松原正樹：ギター
- 窪田晴男：ギター
- 清水信之：ギター、ベース、キーボード
- 松浦善博：ギター
- エディー・マーティン（英語版）：ギター
- 吉川忠英：ギター
- 山崎淳：ギター
- 内田光一：ギター、プログラミング
- 富倉安生：ベース
- 高水健司：ベース
- 伊藤広規：ベース
- 美久月千晴：ベース
- 浅田孟：ベース
- 田中章弘：ベース
- ウィル・リー：ベース
- 青山純：ドラムス
- 山木秀夫：ドラムス
- 島村英二：ドラムス
- 野口明彦：ドラムス
- スティーヴ・フェローン：ドラムス
- 江口信夫：ドラムス
- 小田原豊：ドラムス
- 河村智康：ドラムス
- 小森啓資：ドラムス
- 浜口茂外也：パーカッション
- 斎藤ノヴ：パーカッション
- 金津ヒロシ：パーカッション
- 三沢またろう：パーカッション
- 帆足哲昭：パーカッション
- 大村雅朗：キーボード
- 中村哲：キーボード、サクソフォーン
- 西本明：キーボード
- 富樫春生：キーボード
- 小林武史：キーボード
- トミー・マンデル（英語版）：キーボード
- 藤井丈司：プログラミング
- 遠山淳：プログラミング
- 松武秀樹：プログラミング
- 迫田到：プログラミング
- 浦田恵司：プログラミング
- 石川鉄男：プログラミング
- Hajime Tabata：プログラミング
- 金子飛鳥：ストリングス
- 加藤JOE：ストリングス
- デヴィッド・キャンベル：ストリングス
- 弦一徹ストリングス：ストリングス
- 溝口肇：チェロ
- ジェイク・コンセプション：サクソフォーン
- 平原まこと：サクソフォーン
- 小池修：サクソフォーン
- Hirofumii Kinjoh：サクソフォーン
- ジョージ・ヤング：サクソフォーン
- ルー・マリーニ（英語版）：サクソフォーン
- 山本一：サクソフォーン
- 数原晋：トランペット
- 荒木敏男：トランペット
- 菅坡雅彦：トランペット
- ルー・ソロフ：トランペット
- 木幡光邦：トランペット
- 西山健治：トロンボーン
- EPO：コーラス
- 濱田美和子：コーラス
- 渡辺美里：コーラス
- 豊広純子：コーラス
- 和田夏代子：コーラス
- Hiroko Suzuki：コーラス
- Yutaka Nakano：コーラス
- Kazutaka Takahashi：コーラス
- Jt. Osaky：コーラス
- 中西圭三：コーラス
- Indian Group：コーラス